# Малая пищуха
Ма́лая пищу́ха, или степна́я пищу́ха (лат. Ochotona pusilla) — млекопитающее рода пищух отряда зайцеобразных. Имеет два подвида.

## Внешний вид
Малая пищуха — самая мелкая из пищух фауны России. Длина тела 153—210 мм, масса 95 — 280 г. Хвост снаружи не виден. Лапы короткие, подошвы покрыты густыми тёмными волосами, закрывающими в том числе и подушечки пальцев; длина ступни 25 — 36 мм. Когти тонкие и короткие, подвержены сезонным изменениям: к зиме выросты подошвенной и когтевой пластинок разрастаются, становясь шире когтя, что позволяет пищухам рыть плотный снег. Уши округлые, чёрно-бурого цвета длиной приблизительно 17 — 22 мм. По краям ушных раковин располагается широкая светлая, чётко ограниченная кайма, рядом с которой на внутренней поверхности ушной раковины проходит тёмная полоса. Верхняя губа и подбородок охристые. Вибриссы относительно короткие, длиной до 50 мм. Окраска летнего меха степных пищух варьирует от тёмно-бурого до охристо-бурого и буровато-серого цвета с палевыми пестринками. У сибирского подвида мех более светлый. Линяет степная пищуха два раза в год. Весенняя линька начинается в середине мая, осенняя — в конце лета — начале осени и проходит до октября. Зимний мех у обоих подвидов в два раза выше и светлее летнего, без заметной ряби.
Следы пищух похожи на заячьи, но гораздо мельче (длина прыжка 35 — 45 см). След задней лапы короче 2,5 см.
В кариотипе степной пищухи 68 хромосом.

## Распространение
Малая пищуха один из самых древних видов рода Ochotona. В прошлом вид был распространён почти по всей Европе, включая Великобританию, о чём свидетельствуют ископаемые остатки этого животного в плейстоценовых отложениях. Стремительное отступление ареала на восток началось в начале голоцена и было связано с происходившими тогда в Западной Европе глобальными климатическими изменениями (а именно потеплением и увлажнением климата) приведшим к повсеместному распространению широколиственных лесов. К началу нашей эры ареал степной пищухи уже значительно сократился и на западе едва достигал Днепра. В Азиатской части ареал на востоке ранее доходил до современного Красноярского края.
Дальнейшее сокращение ареала малой пищухи было вызвано хозяйственной деятельностью человека. Распахивая всё новые целинные земли и переходя от примитивного залежного земледелия к более современным формам, человек всё более и более ограничивал площадь аридных кустарниковых сообществ — естественной среды обитания этого зверька. Кроме того, негативное влияние оказывало постоянно увеличивавшееся поголовье домашнего скота, требовавшее все новых пастбищ, под которые использовались непригодные для распашки угодья. Западная граница ареала степной пищухи отодвигалась всё более и более на восток. Если во второй половине XVIII века вид ещё встречался у реки Иловля (приток Дона) и был широко распространён в Поволжье и нижнем течении Урала (о чём свидетельствуют записи П. С. Палласа (1769), И. И. Лепехина (1771), И. П. Фалька), то натуралисты второй половины XIX века (Ю. И. Симашко (1851), Г. С. Карелин (1875)) уже отмечают значительное снижение численности степной пищухи, произошедшее с тех пор. По словам Г. С. Карелина в Европейской части России «этот вид жил почти исключительно по оврагам склонов Общего Сырта».
Современный ареал степной пищухи вытянут полосой с запада на восток от Среднего Заволжья (Самарская область) до северо-восточного участка границы Казахстана с Китаем. Северная граница, на западе начинаясь на широте Самары, далее подымается на север, проходит через Южное Предуралье, огибает с юга Уральские горы, пролегает по лесостепной зоне Зауралья в районе г. Магнитогорска, затем тянется в юго-восточном направлении через Кустанайскую, Павлодарскую и Семипалатинскую области Казахстана. Южная граница ареала совпадает с северной границей устойчивого зимнего снежного покрова и, начинаясь южнее города Уральска, к востоку спускается до Северного Приаралья, далее проходит через пустыню Бетпак-Дала и Северное Прибалхашье к хребту Тарбагатай. При этом собственно в пустынную зону ареал заходит только по азональным элементам ландшафта.
В настоящее время популяции степной пищухи отмечены:
- в России: Оренбургская область, окрестности городов Магнитогорск и Верхнеуральск, Кизильский, Брединский, Варненский, Карталинский районы Челябинской области[4], южные районы Башкортостана[5], восточные районы Саратовской области, юг Самарской области , Ключевский, Чарышский, Краснощековский и Змеиногорский районы Алтайского края[6].
- в Казахстане — во всех северных и центральных регионах за исключением Северо-Казахстанской области, северных районов Кокчетавской и Павлодарской областей.

## Образ жизни
Малая пищуха — обитатель степных, лесостепных и полупустынных территорий. При этом она предпочитает кустарниково-каменистые места и участки с высоким травянистым покровом и кустарниками, а также овраги, балки, берега рек и окраины лесных колков. Это равнинное животное, живущее в норах. Максимальная высота над уровнем моря, где встречаются степные пищухи — 1500 м над уровнем моря (хребет Тарбагатай).
Норы пищухи роют в местах, где грунтовые воды не подходят близко к поверхности земли, в довольно мягких чернозёмных или супесчаных почвах, среди корней древесно-кустарниковой растительности. Норы сравнительно неглубоки, имеют много входов, делятся на временные (для быстрого ныряния в случае нападения хищников) и постоянные. Постоянные, или выводковые, норы более сложные и имеют 1 — 2 гнездовые камеры овальной формы длиной до 18 см, шириной до 12 см и высотой до 14 см, выстланные сухими листьями и травой; входы-выходы из таких нор обычно устраиваются в малозаметных местах: под кустами, около деревьев, у крупных камней. Постоянные норы имеют 10 — 14 выходов. Временных нор бывает 2 — 3 на территории семьи; выходов из них меньше. Также степные пищухи могут поселяться в пустотах между камнями и занимать покинутые норы грызунов. Азиатский подвид охотно живёт в горизонтальных щелях под большими камнями, где делают гнездовую камеру и кладовые отгораживая пространство мелкими камнями и скрепляя насыпь своим полужидким помётом, который высыхая скрепляет насыпь так, что разбить можно только с использованием инструмента. Вероятно это делается в первую очередь для защиты от хищников. Заготовленную растительность также сушат под камнями, в тени. Молодые особи много и охотно играют, бегая друг за другом.
Селятся пищухи небольшими колониями. Живут семьями, при этом участки соседних семей не перекрываются. Плотность пищух в местах их обитания различна и находится в диапазоне 0,1/га — 80/га. Активен зверёк в течение круглых суток, но наиболее — ночью и в сумерках; в жару и дождливую погоду активность снижается.
Продолжительность жизни пищух около трёх лет.
Основными естественными врагами степной пищухи являются лиса, корсак, хорь, ласка, горностай, а также хищные птицы.

### Питание
Рацион степной пищухи разнообразен и включает разнообразные травы, листья и молодые побеги кустарников, цветы, плоды и семена. Предпочтение отдаётся сложноцветным, бобовым, злакам, особенно солодке и пижме. В горных районах в рацион входят веточки можжевельника. Как и большинство других пищух, степная запасает на зиму «сено» в стожках высотой до 45 см и массой 0,3 — 7 кг, которые устраивает на стволиках кустов, кучах прутьев, реже между камнями, располагающихся у входов-выходов из нор. Заготовка корма начинается в июне — июле. В припасах встречается до 60 видов растений. Количество стожков и их размеры зависят от числа пищух, участвовавших в их устройстве.
Зимой пищуха предпочитает передвигаться под снегом, выходя на поверхность лишь по необходимости. Общая длина подснежных ходов может достигать 40 метров. Питается сухой травой из заготовленных стожков. Важное место в зимнем рационе занимают так же кора молодых деревцев и прошлогодние побеги кустарников.

### Размножение
Сезон размножения степной пищухи длится с мая по август. Наибольшая интенсивность наблюдается в мае—июне. В год у самок обычно бывает не менее двух помётов, по 6 — 12 детёнышей в каждом. При этом наибольшее число новорождённых (в среднем 10) наблюдается во втором, иногда в третьем выводках. Продолжительность беременности 22 — 24 дня, лактация 20 — 21 день. Рождаются пищушата голыми и слепыми, весом 6 — 7 г. Прозревают на 8-й день; в недельном возрасте у них появляется шёрстный покров. Взрослыми пищухи становятся в возрасте пяти-шести недель.
Молодняк первого помёта расселяется по достижении половой зрелости молодёжь последних помётов, как правило, остаётся жить с родителями до весны, когда происходит массовое расселение молодых пищух. При расселении и поиске свободных мест обитания важную роль играют звуковые сигналы. Крики зверьков предупреждают других особей популяции о том, что данный участок территории занят, и в случае, если молодой самец решит там обосноваться, ему придётся вступить в бой с хозяином и изгнать его. Так же у пищух существуют специальные брачные сигналы, привлекающие зверьков противоположного пола.
Разнообразные звуки, издаваемые пищухами, некоторые из которых напоминают птичий крик «пень-пень», «пью-пью», другие же больше напоминают лай, особенно хорошо слышные на вечерней заре, служат для натуралистов индикатором присутствия этих зверьков на данной территории. Также, в местах их обитания можно заметить кучки мелких зелёных шариков-экскрементов среди камней или степных кустарников.

## Подвиды степной пищухи
- Ochotona pusilla pusilla (Pallas, 1769) — европейский подвид. Занимает западную часть ареала, включая весь европейский ареал в Российской Федерации;
- Ochotona pusilla angustifrons (Argyropulo, 1932) — азиатский или сибирский подвид. Обитает в Семипалатинской, Павлодарской, Карагандинской областях Центрального Казахстана, восточной части Бетпак-Далы, на хребте Тарбагатай.

Подвиды степной пищухи различаются размерами (сибирский подвид крупнее) анатомическими особенностями строения черепа, окраской меха (у европейского подвида шерсть темнее).

## Статус вида и охрана
Степная пищуха в настоящее время одна из самых редких пищух Евразии. Как и другие норные травоядные животные, пищуха может наносить определённый вред пастбищам и сенокосам, снижая их продуктивность. Однако в настоящее время скорее нужно защищать пищух от хозяйственной деятельности человека, а не наоборот. Степная пищуха занесена Красную книгу МСОП (VU), красные книги России и Казахстана. Статус — IV категория. Пищухи охраняются в нескольких заповедниках, таких как: государственный природный заповедник «Оренбургский», музей-заповедник «Аркаим» и др.
В качестве мер охраны пищух на других территориях рекомендуются: экологизация степного сельского хозяйства, повсеместная охрана сохранившихся участков степей, реставрация степных нарушенных земель, сохранение части длительно заброшенных залежей на сыртовой равнине Заволжья, расположенных вокруг сохранившихся степных экосистем, перевод их в разряд нераспахиваемых территорий; создание кустарниковых полезащитных полос на зарастающих залежах.